# Live in Sopot 1978. Extended Freedom
Live in Sopot 1978. Extended Freedom - płyta zespołu SBB wydana w 2009 roku przez e-silesia.info zawierająca częściowo znany już materiał z płyty Freedom – Live Sopot 1978 wydanej w roku 2002, stanowiącej zapis z koncertu w Operze Leśnej w Sopocie z 1978 roku.
W wydaniu tym poprawiono spis utworów, ponieważ poprzednio, zwłaszcza w drugiej części albumu, był on błędny.
Do nowego wydania dołożono również sporo atrakcyjnych dla fanów dodatkowych nagrań (w tym również z innych koncertów), a także zapis krótkiej rozmowy Józefa Skrzeka z Krzysztofem Materną przy okazji wręczania grupie nagrody - tzw. Gwoździa Sezonu.

## Lista utworów
1. Walkin’ Around A Stormy Bay ─ [06:56]
2. Freedom With Us ─ (Skrzek, Milik) [08:48]
3. 3rd Reanimation ─ (Skrzek) [05:42]
4. Going Away ─ (Skrzek, Brodowski) [07:41]
5. (Żywiec) Mountain Melody ─ (Skrzek) [04:31]
6. Loneliness ─ Temat ─ (Skrzek) [02:16]
7. Wiosenne chimery I ─ (Skrzek) [08:10]
8. Ze słowem biegnę do Ciebie ─ finał ─ (Skrzek) [05:55]
9. Królewskie marzenie ─ (Skrzek) [04:28]
10. Follow My Dream ─ (Skrzek) [12:39]
11. Wiosenne chimery II ─ (Skrzek) [04:59]
12. Gwóźdź Sezonu ─ Materna & Skrzek ─ [03:28]
13. Carry Me Away ─ (Skrzek) [00:45]
14. Ze słowem biegnę do Ciebie ─ (Skrzek, Matej) [15:02]
15. Moogs ─ (Skrzek) [05:15]
16. Fire On Love ─ (Skrzek) [06:46]
17. First Man At The Station ─ (Skrzek) [02:04]
18. Loneliness Jam ─ (Skrzek, Antymos, Piotrowski) [19:24]
19. Why Not Peace ─ (Skrzek) [03:24]
20. Polny mak ─ (Skrzek) [06:56]

## Twórcy
- Józef Skrzek – wokal, gitara basowa, harmonijka ustna, instrumenty klawiszowe
- Apostolis Anthimos – gitara, buzuki, perkusja
- Jerzy Piotrowski – perkusja